# فابریس فیلیپو
فابریس فیلیپو (فرانسوی: Fabrice Philipot‎؛ زادهٔ ۲۴ سپتامبر ۱۹۶۵) دوچرخه‌سوار اهل فرانسه است.
از باشگاه‌هایی که در آن رکاب زده‌است می‌توان به لا وی کلر، تیم دوچرخه‌سواری کاستوراما، تیم موویستار، و آژ۲آر لا موندیال اشاره کرد.